# Chronique de Spiez
La Chronique de Spiez (Spiezer Chronik  ou Privater Schilling) est un manuscrit enluminé écrit par Diebold Schilling le Vieux vers 1484-1485. Il doit son nom au château de Spiez en Suisse où il a été longtemps conservé.

## Historique
Le manuscrit a été commandé à Diebold Schilling le Vieux par Rudolf von Erlach (1448-1507), membre du conseil de la ville de Berne et descendant d'une grande famille de soldats. Il a sans doute commandé ce manuscrit après la présentation au conseil d'un manuscrit précédent de Schilling, la Berner Schilling (ou Chronique de Berne), écrite en trois volumes.
Au XVIe siècle, le château de Spiez est acquis par la famille von Erlach et le manuscrit est alors conservé dans sa bibliothèque. Il y reste jusqu'en 1875, date à laquelle il est acquis par l'homme politique et collectionneur Friedrich Bürki (1819-1880). Ses descendants en font don à la bibliothèque publique de Berne en 1888. Il est actuellement conservé à la Bibliothèque de la Bourgeoisie de Berne (Mss.h.h.I.16).

## Description
Le manuscrit contient 806 pages décrivant l'histoire de la ville de Berne, de sa fondation jusqu'au milieu du XVe siècle. Elle reste inachevée, ne contenant pas l'histoire des guerres bourguignonnes, contrairement à la Chronique de Berne. Il est illustré de 339 miniatures, réalisée à la plume et colorées, illustrant les différents épisodes décrit dans la chronique.

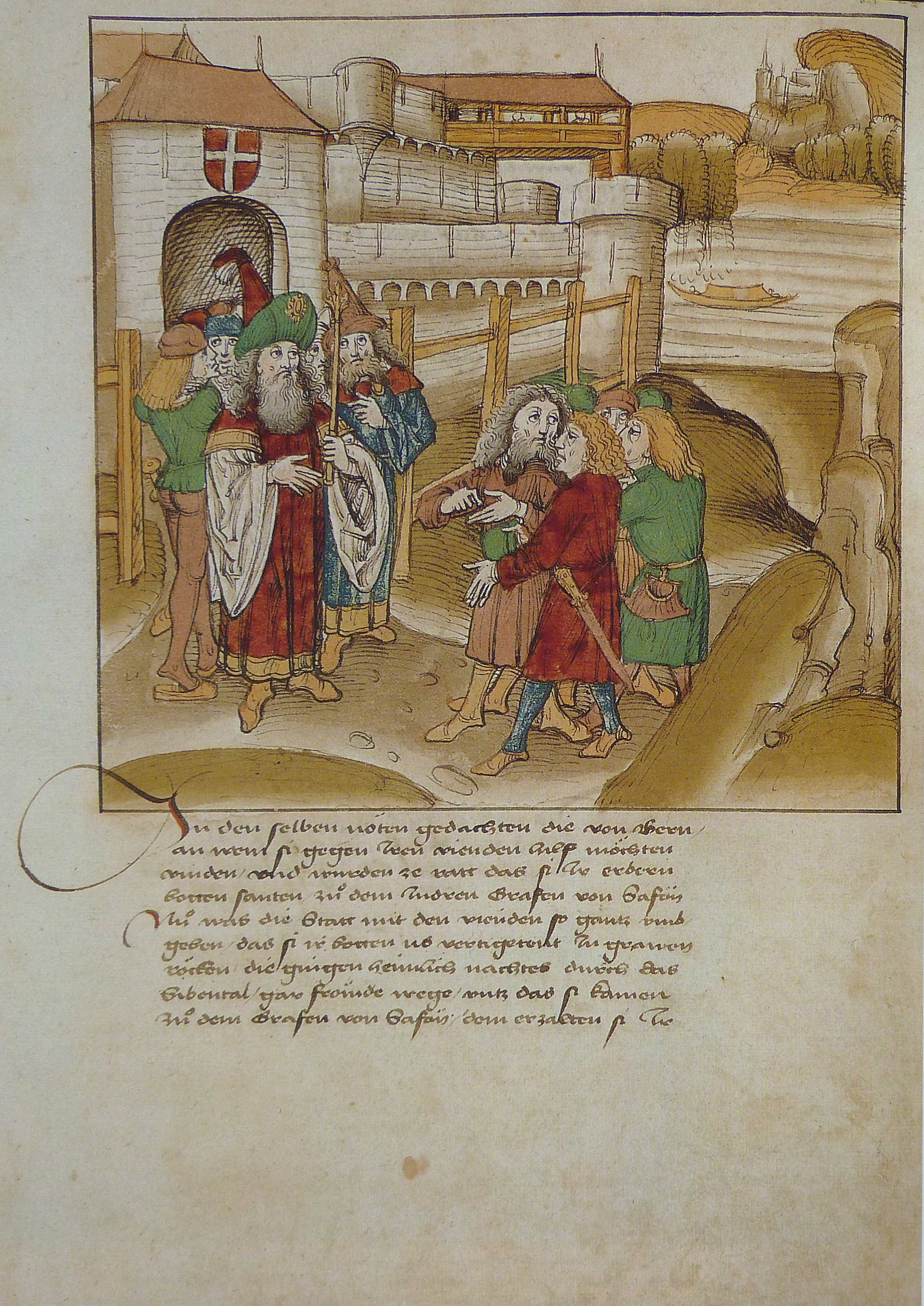
Pierre de Savoie reçoit les bourgeois de Berne au Château de Chillon, p. 85
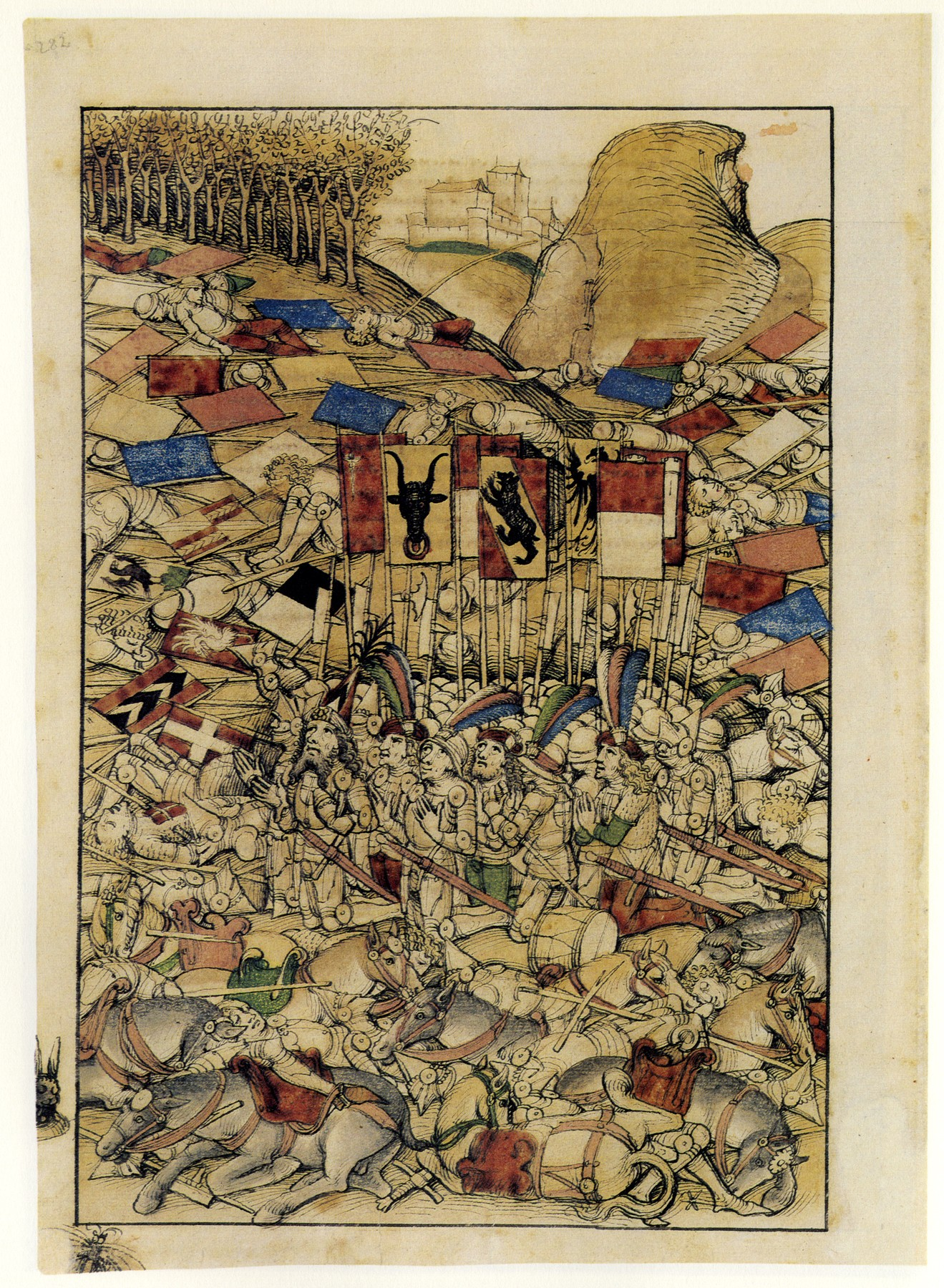
Actions de grâce sur le champ de bataille après la guerre de Laupen, p. 282
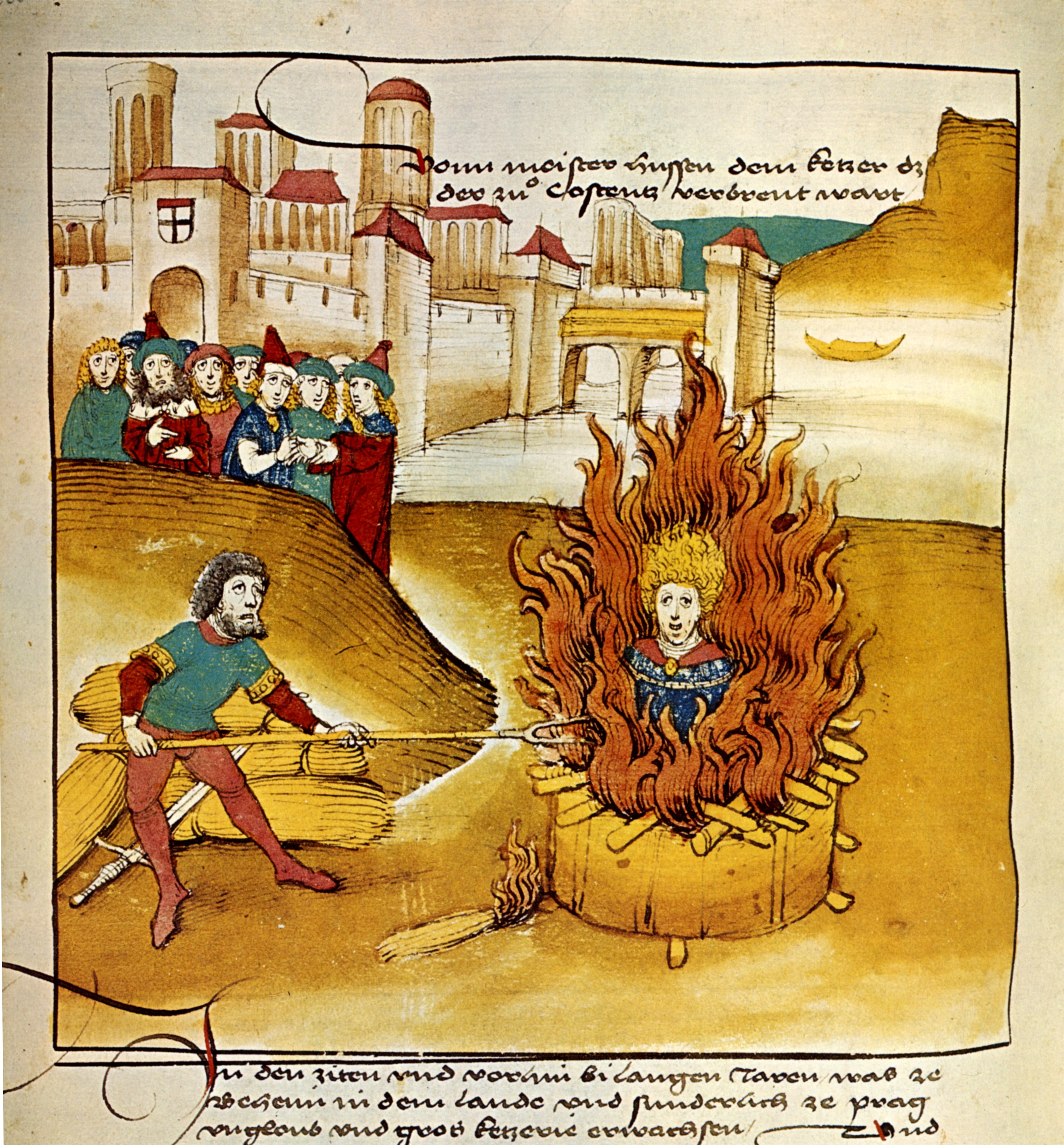
Le supplice de Jan Hus, p. 660